# Macropoidelimus mniszechi
Macropoidelimus mniszechi är en skalbaggsart som beskrevs av Sallé 1873. Macropoidelimus mniszechi ingår i släktet Macropoidelimus och familjen Rutelidae. Inga underarter finns listade i Catalogue of Life.